# Feel Flows
«Feel Flows» es una canción escrita por Carl Wilson y Jack Rieley para la banda estadounidense de rock The Beach Boys. Fue editada en el álbum Surf's Up de 1971.

## Grabación
Carl Wilson grabó su voz con reverse echo dándole un efecto muy distintivo a la pieza.

## Usos
- La canción fue usada en el documental de surf Five Summer Stories de 1972.[5]
- En 2000, el director Cameron Crowe usó esta canción en los Premios Grammy cuando ganó Almost Famous, fue usada durante los créditos de la película.
- En 2005 apareció en una compilación titulada Under the Influence, de música inspirada en la banda de pop indie-psicodélico.[6]

## Créditos
The Beach Boys
- Carl Wilson – voz principal, coros y armonías, guitarra, bajo eléctrico, percusión
- Brian Wilson - piano, Baldwin organ, Moog synthesizer

Personal
- Marilyn Wilson y Diane Rovell - armonías
- Stephen Desper - sintetizador Moog
- Charles Lloyd – saxofón, flauta
- Woody Thews – percusión